# GiNaC
GiNaC је слободни рачунарски алгебарски систем објављен под GNU General Public License. Име је скраћеница за  "GiNaC is Not a CAS" (Рачунарски алгебарски систем). Ово је слично као што је  GNU скраћеница од "GNU is not Unix".
Оно што разликује GiNaC од већине других алгебарских система је у томе што не обезбеђује висок ниво интерфејса за интеракције корисника. Уместо тога, охрабрује своје кориснике да пишу симболичне алгоритаме директно у C++. Алегебарска синтакса је постигнута у C++ кроз употребу оператора преоптерећења. Име GiNaC је такође објашњено од стране перцепције програмера да многи  "рачунарских алгебарских система" ставља превише нагласка на виоск ниво интерфејса  а премало на  интероперабилности.
GiNaC користи CLN библиотеку за спровођење произвољно прецизне аритметике. Симболично, то може да уради мултиваријациони полином аритметике, фактор полинома, рачунање GCDs,  проширивање серија, и израчунавање са матрицама. Опремљен је да се бави одређеним не-комутативним алгебрама који се интензивно користе у области теоријске физике високих енергија: Clifford algebras, SU(3) Lie algebras, и Lorentz tensors. Због тога, она се интензивно користи у димензијама регулисања прорачуна-али се не ограничава на физици.
GiNaC је симболична фондација у неколико пројеката отвореног кода: налази се симболичан наставак за GNU Octave, симулација за магнетне резонанце, а од маја 2009. године, Pynac, грана од  GiNaC, обезбеђује backend за симболичне изразе у Sage.